# Atanycolus
Atanycolus is een geslacht van insecten uit de familie van de schildwespen (Braconidae).

## Soorten
- A. anocomidis Cushman, 1931
- A. arcasuturalis Shenefelt, 1943
- A. australiensis Quicke & Ingram, 1993
- A. bambalio Schulz, 1906
- A. bignelli (Brues, 1918)
- A. calophrys Shenefelt, 1943
- A. cappaerti Marsh & Strazanac, 2009
- A. clypealis Granger, 1949
- A. comosifrons Shenefelt, 1943
- A. crassicruris Shenefelt, 1943
- A. crenulatus Telenga, 1936
- A. cryptaspis Shenefelt, 1943
- A. charus (Riley, 1875)
- A. denigrator (Linnaeus, 1758)
- A. dichrous (Brulle, 1846)
- A. disputabilis (Cresson, 1865)
- A. fahringeri Shenefelt, 1978
- A. femoratae Shenefelt, 1943
- A. fulviceps (Kriechbaumer, 1898)
- A. fulvus Tobias, 1974
- A. fuscipennis (Cameron, 1902)
- A. fuscorbitalis Shenefelt, 1943
- A. genalis (Thomson, 1892)
- A. grandis Wang & Chen, 2009
- A. hicoriae Shenefelt, 1943
- A. hookeri (Cameron, 1907)
- A. impressifrons Shenefelt, 1943
- A. impressus (Szepligeti, 1908)
- A. initiator (Fabricius, 1793)
- A. ivanowi (Kokujev, 1898)
- A. latabdominalis Shenefelt, 1943
- A. lateropus (Thomson, 1892)
- A. lindemani Tobias, 1980
- A. lineola (Brulle, 1846)
- A. lissogastrus Shenefelt, 1943
- A. longicauda Shenefelt, 1943
- A. longifemoralis Shenefelt, 1943
- A. malii Shenefelt, 1943
- A. megophthalmus Shenefelt, 1943
- A. melanophili Shenefelt, 1943
- A. microcellus Shenefelt, 1943
- A. microstigmatus Shenefelt, 1943
- A. montivagus (Cresson, 1865)
- A. neesii (Marshall, 1897)
- A. nigriventris Vojnovskaja-Krieger, 1935
- A. nigropyga Shenefelt, 1943
- A. niteofrons Shenefelt, 1943
- A. obliquus (Provancher, 1880)
- A. octocolae Shenefelt, 1943
- A. parvacavus Shenefelt, 1943
- A. peruvianus Szepligeti, 1906
- A. petiolaris (Thomson, 1892)
- A. phaeostethus Shenefelt, 1943
- A. picipes (Cresson, 1865)
- A. pilosiventris Shenefelt, 1943
- A. rugosiventris (Ashmead, 1889)
- A. sculpturatus (Thomson, 1892)
- A. simplex (Cresson, 1872)
- A. tranquebaricae Shenefelt, 1943
- A. triangulifer (Viereck, 1907)
- A. trichiura (Cameron, 1902)
- A. tunetensis (Marshall, 1899)
- A. ulmicola (Viereck, 1906)
- A. wagneri Fahringer, 1925